# Sarah Steele
Sarah Jane Steele (Filadelfia, 16 settembre 1988) è un'attrice statunitense.

## Biografia
Nata a Filadelfia, in Pennsylvania, si diploma nel 2006 presso l'Accademia Episcopale, una scuola privata nel sud-est della Pennsylvania. Si laurea alla Columbia University nel 2011 in letteratura Comparata. Sua madre, Katherine A. High, è un oncologo ed ematologo presso la University of Pennsylvania, e suo padre, George Steele, è un medico internista specializzato in nutrizione, anche lui presso la University of Pennsylvania.

## Filmografia parziale

### Cinema
- Spanglish - Quando in famiglia sono in troppi a parlare (Spanglish), regia di James L. Brooks (2004)
- Margaret, regia di Kenneth Lonergan (2011)
- The To Do List - L'estate prima del college (The To Do List), regia di Maggie Carey (2013)
- Speech & Debate, regia di Dan Harris (2017)

### Televisione
- Gossip Girl, episodio 3x09 - serie TV (2009)
- The Good Wife – serie TV (2012-2016)
- Bull - serie TV, episodio 1x03 (2016)
- The Good Fight – serie TV (2017-2020)

## Doppiatrici italiane
Nelle versioni in italiano delle opere in cui ha recitato, Sarah Steele è stata doppiata da:
- Roberta De Roberto in The Good Wife, Bull, The Good Fight
- Gemma Donati in Spanglish - Quando in famiglia sono in troppi a parlare, Law & Order - I due volti della giustizia
- Chiara Gioncardi in Margaret
- Tiziana Martello in Speech & Debate
- Perla Liberatori ne La fantastica signora Maisel